# (5527) 1991 UQ3
Az (5527) 1991 UQ3 a Naprendszer kisbolygóövében található aszteroida. Ueda és Kaneda fedezte fel 1991. október 31-én.